# Heligmonevra nigra
Heligmonevra nigra là một loài ruồi trong họ Asilidae. Heligmonevra nigra được Martin miêu tả năm 1964. Loài này phân bố ở vùng nhiệt đới châu Phi.